# 约尼尔·伊什特万
约尼尔·伊什特万（匈牙利語：Jónyer István，1950年8月4日—），出生于米什科尔茨，匈牙利男子乒乓球运动员。他曾获得4枚世界乒乓球锦标赛金牌。